# Freaky Styley
Freaky Styley è il secondo album in studio del gruppo musicale statunitense Red Hot Chili Peppers, pubblicato nel 1985.

## Antefatti
Dopo il tour di promozione del primo album in studio, il chitarrista temporaneo Jack Sherman fu licenziato dal gruppo e nuovamente sostituito dal membro fondatore Hillel Slovak, rimasto insoddisfatto dalla sua esperienza con i What is This?. A causa delle notevoli divergenze con Andy Gill, produttore del loro primo album in studio, il gruppo decise di licenziarlo e cercare un nuovo produttore. Il primo nome preso in considerazione fu quello di Malcolm McLaren, che aveva lavorato con Sex Pistols e Bow Wow Wow. McLaren dimostrò però di essere anche lui sfavorevole alle sonorità proposte dal gruppo, e tentò di convincerli ad abbandonare il loro stile inedito a favore di una riproposta moderna del rock and roll degli anni cinquanta, che però fu subito respinta. A causa dei paragoni da parte dei loro primi fan ai colleghi Parliament, i Red Hot dichiararono all'etichetta EMI Records il loro intento di collaborare col cantante George Clinton. Il gruppo mandò a quest'ultimo una copia del primo album e i primi demo, e poi il bassista Flea e il manager Lindy si recarono a Detroit per incontrarlo da vicino. Clinton apprezzò i primi lavori del gruppo e decise di affiancarlo nella lavorazione del secondo album, in cambio di un compenso di 25000 dollari da parte di EMI.

## Registrazione
Il gruppo aveva già scritto più di due terzi delle canzoni del nuovo album, in gran parte con l'aiuto di Sherman.  Clinton convinse gli autori a lavorare con lui per un mese, per dare luogo alle incisioni definitive. I Red Hot si recarono per un mese a casa del cantante dei Parliament, in una località del Michigan. Il gruppo si dedicò alla lavorazione del nuovo disco, nonostante la tossicodipendenza del cantante Anthony Kiedis. Quest'ultimo si riprese ugualmente e continuò la registrazione. Clinton capì subito la direzione sonora inaugurata dal gruppo, e decise di condurre alle estreme conseguenze il loro discorso musicale, all'epoca poco conosciuto.
Freaky Styley fu registrato negli   United Sound Studios di Detroit.  Il batterista Cliff Martinez sostenne che "George amava divertirsi anche in fase di lavorazione, ma producendo ugualmente buoni risultati."

## Descrizione
Al momento della pubblicazione del disco, la formazione del gruppo era composta da Anthony Kiedis, Flea, Cliff Martinez e Hillel Slovak.
In questo album vi sono le prime loro incursioni in contesti più funk, ispirate dal produttore George Clinton, mescolando tali influssi con le commistioni di rock, punk rock e rap accennate con l'omonimo album d'esordio. Inoltre Freaky Styley è il loro primo disco ad avere una sezione di strumenti a fiato. Qui il gruppo di Los Angeles fu ispirato principalmente da James Brown, Jimi Hendrix, Black Flag, Funkadelic e Parliament (uno dei quali, Maceo Parker, collaborò ad una traccia).
Jungle Man fu scritta da Anthony Kiedis, e da lui dedicata a Flea. Nel finale di Yertle the Turtle, Hillel Slovak imitò il verso della tartaruga con le corde della chitarra. La lista tracce contiene anche la cover di Africa dei Meters, qui intitolata Hollywood (Africa), e quella di If You Want Me to Stay degli Sly Stone.
Anche se alla sua uscita non fu annoverato nella top 200 di Billboard, Freaky Styley vendette più copie (300.000 contro 200.000) rispetto al precedente The Red Hot Chili Peppers (1984).
La sua versione rimasterizzata, uscita nel 2003, contiene anche l'inedita Millionaires Against Hunger e i demo di Nevermind, Sex Rap e della title track.

## Accoglienza
Freaky Styley ebbe in comune col precedente album lo status di insuccesso musicale, e non riuscì a entrare nella classifica Billboard 200. Nelle note a margine del remaster del 2003, il bassista Flea dichiarò: "So che la musica di questo album era troppo insolita e tetra per essere in grado di piacere al pubblico, ma ha saputo anticipare molte tendenze musicali di quel periodo, in modo definitivo e sostanziale. Molte nostre registrazioni di allora furono considerate "troppo funk per il pubblico bianco, troppo punk per quello di colore." Di sicuro i brani erano ancora lontani dalle connotazioni pop dei lavori successivi, e non credo che avesse contribuito qualche forma di segregazione al loro mancato successo".
L'album ricevette comunque, rispetto al debutto, critiche più positive. Jason Birchmeier di Allmusic elogiò George Clinton, per il fatto di aver reso Freaky Styley più convincente e preciso dal punto di vista musicale, rispetto al debutto omonimo, ma apprezzò anche il ritorno alla chitarra di Hillel Slovak, attribuendogli la capacità di "rendere interessanti quasi tutte le canzoni". Inoltre scrisse che "il gruppo aveva una buona lista di brani ben fatti, anche dal punto di vista tecnico, a differenza del primo album." Ira Robbins di Rolling Stone considerò l'album "più selvaggio, più duro, più divertente e più funk" rispetto a The Red Hot Chili Peppers, e sostenne che "il gruppo aveva saputo ottenere vantaggi dalle nascenti tendenze musicali dell'epoca, andando oltre le sue caratteristiche stereotipate e incorporando nuovi elementi vocali e strumentali, senza intaccare le allora premature origini stilistiche." Greg Kot offrì un diverso punto di vista in The Rolling Stone Album Guide nel 2004, attribuendo sia al debutto omonimo che a Freaky Styley "l'incapacità di produrre canzoni memorabili, oltre che la mancanza di spunti musicalmente credibili".

## Curiosità
- Come già avvenuto in precedenza per True Men Don't Kill Coyotes, anche per Freaky Styley venne girato un video musicale per la canzone Catholic School Girls Rule ma senza rilasciarla come singolo.

- La canzone Millionaires Against Hunger venne esclusa dalla EMI nella lista tracce finale poiché la casa discografica all'epoca non accettò l'irriverenza dei testi, trovando comunque spazio qualche anno dopo come b-side in alcuni singoli, oltre ad essere presente come bonus track nella versione rimasterizzata del disco uscita nel 2003. Inoltre la EMI censurò il gruppo costringendolo a cambiare il titolo della canzone Blowjob Park in Battleship; la stessa cosa accadde anche nel successivo album "The Uplift Mofo Party Plan", quando la EMI costrinse i Red Hot Chili Peppers a cambiare il titolo della canzone Party On Your Pussy in Special Secret Song Inside.

- La traccia finale Yertle the Turtle trae ispirazione da un racconto omonimo dello scrittore statunitense Dr. Seuss, e le vicende della tartaruga protagonista del racconto originale erano una parodia del nazifascismo.[12]

- Il produttore George Clinton affermò che il componente della band che lo colpì maggiormente era Hillel Slovak poiché aveva un talento straordinario.

## Tracce
1. Jungle Man – 4:09 (Anthony Kiedis, Flea, Hillel Slovak, Cliff Martinez)
2. Hollywood (Africa) – 5:03 (The Meters)
3. American Ghost Dance – 3:44[13] (Anthony Kiedis, Flea, Hillel Slovak, Cliff Martinez)
4. If You Want Me to Stay – 4:07 (Sly Stone)
5. Nevermind – 2:47 (Anthony Kiedis, Flea, Hillel Slovak, Jack Irons)
6. Freaky Styley – 3:39 (Anthony Kiedis, Flea, Hillel Slovak, Cliff Martinez)
7. Blackeyed Blonde – 2:40 (Anthony Kiedis, Flea, Hillel Slovak, Cliff Martinez)
8. The Brothers Cup – 3:27 (Anthony Kiedis, Flea, Hillel Slovak, Cliff Martinez)
9. Battle Ship – 1:53 (Anthony Kiedis, Flea, Hillel Slovak, Cliff Martinez)
10. Lovin' and Touchin' – 0:36 (Anthony Kiedis, Flea, Hillel Slovak, Cliff Martinez)
11. Catholic School Girls Rule – 1:55 (Anthony Kiedis, Flea, Cliff Martinez)
12. Sex Rap - 1:54 (Anthony Kiedis, Flea, Hillel Slovak, Jack Irons)
13. Thirty Dirty Birds – 0:14 (Anthony Kiedis, Flea, Hillel Slovak, Cliff Martinez)
14. Yertle the Turtle – 3:46 (Anthony Kiedis, Flea, Hillel Slovak, Cliff Martinez)

Tracce bonus nell'edizione rimasterizzata del 2003
1. Nevermind (Demo) – 2:17 (Anthony Kiedis, Flea, Hillel Slovak, Jack Irons)
2. Sex Rap (Demo) – 1:37 (Anthony Kiedis, Flea, Hillel Slovak, Jack Irons)
3. Freaky Styley (Original Long Version) – 8:49 (Anthony Kiedis, Flea, Hillel Slovak, Cliff Martinez)
4. Millionaires Against Hunger – 3:28 (Anthony Kiedis, Flea, Hillel Slovak, Cliff Martinez)

## Formazione
- Anthony Kiedis - voce
- Hillel Slovak - chitarra, cori, seconda voce (traccia 13)
- Flea - basso, cori
- Cliff Martinez - batteria
- George Clinton - voce (nella traccia n°1, 3, 6, 7, 8, 14)

## Tour promozionale
Per promuovere l'album, il gruppo intraprese il Freaky Styley Tour durante il 1985 e il 1986.